# Marguerite Chapman
Pour les articles homonymes, voir Chapman.

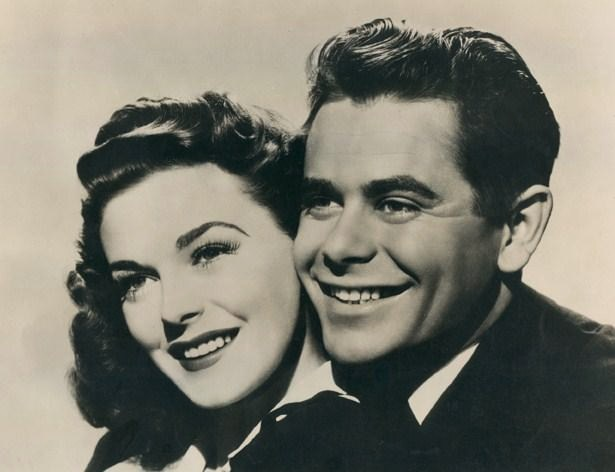
Avec Glenn Ford, dans Destroyer (1943, photo promotionnelle)

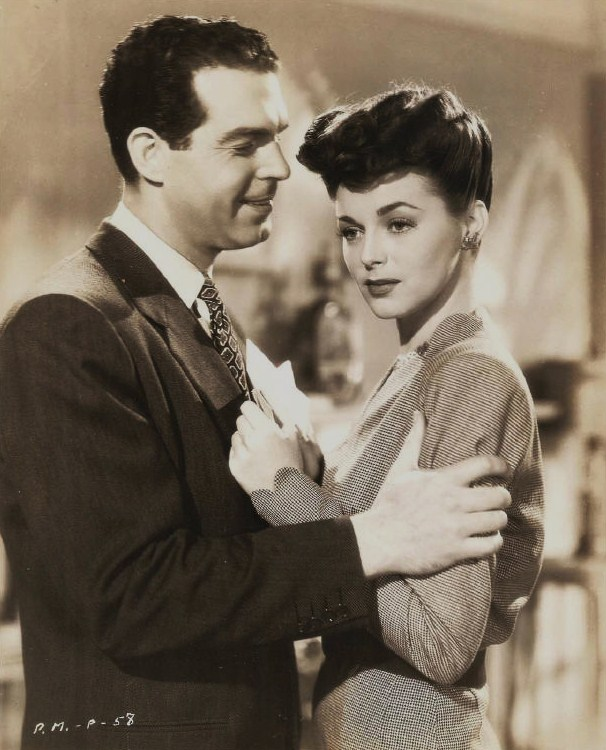
Avec Fred MacMurray, dans Oublions le passé (1945, photo promotionnelle)

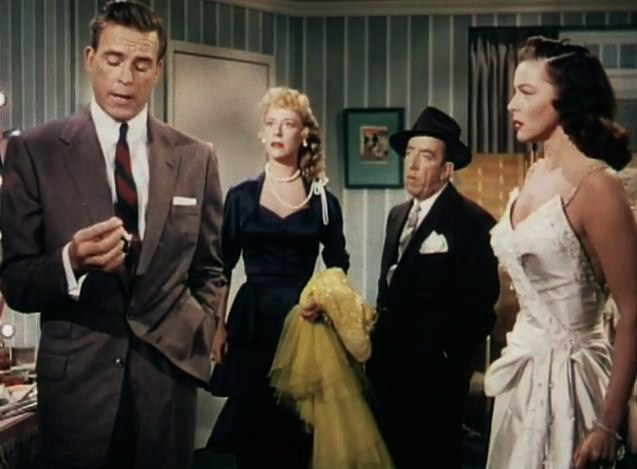
De g. à d. : Scott Brady, Mitzi Green, Wally Vernon et Marguerite Chapman, dans Gosses des bas-fonds (1952)

Marguerite (Florence) Chapman est une actrice américaine, née le 9 mars 1918 à Chatham (État de New York), morte le 31 août 1999 à Burbank (Californie).

## Biographie

### Débuts
Marguerite Chapman grandit à Chatham avec quatre frères et débute sa vie professionnelle comme dactylo et standardiste, avant de devenir mannequin à l'agence John Powers New York.

### Carrière
Après une première opportunité en passant des essais pour Howard Hugues, elle signe avec la 20th Century Fox et s'installe à Hollywood fin 1939. Elle entame un contrat avec Warner Brothers en 1941, puis s'engagera avec Columbia de 1942 à 1948.
Au cinéma, Marguerite Chapman contribue à trente-six films américains, le premier sorti en 1940. Les deux derniers sont Sept Ans de réflexion de Billy Wilder (avec Marilyn Monroe et Tom Ewell), sorti en 1955, puis L'Incroyable Homme invisible d'Edgar G. Ulmer (avec Douglas Kennedy et James Griffith), sorti en 1960. 
Dans l'intervalle, mentionnons Oublions le passé de Leslie Fenton (1945, avec Fred MacMurray), ainsi que les westerns Ton heure a sonné (1948, avec Randolph Scott) et Kansas en feu (Kansas Raiders) (1950, avec Audie Murphy et Brian Donlevy), tous deux réalisés par Ray Enright.
S'y ajoute le film britannique The Last Page de Terence Fisher (1952, avec George Brent).
À la télévision, elle collabore à trente-cinq séries américaines entre 1953 et 1976, dont Rawhide (un épisode, 1959) et Hawaï police d'État (un épisode, 1975).
Pour cette contribution au petit écran, une étoile lui est dédiée sur le Walk of Fame d'Hollywood Boulevard.

## Filmographie partielle

### Au cinéma
(N.B. Films américains, sauf mention contraire)
- 1940 : On Their Town (en) d'Otto Brower : Margaret
- 1940 : Four Sons (en) de Archie Mayo : une paysanne (non créditée)
- 1940 : Charlie Chan au Musée de cire (Charlie Chan at the Wax Museum) de Lynn Shores (en) : Mary Bolton
- 1941 : Son patron et son matelot (A Girl, a Guy, and a Gob) de Richard Wallace : Cecilia Grange
- 1941 : Le Grand Mensonge (The Great Lie) d'Edmund Goulding : une fan de films enthousiaste dans la caravane
- 1941 : Nuits joyeuses à Honolulu (Navy Blues) de Lloyd Bacon : Membre du « Navy Blues Sextette »
- 1941 : The Body Disappears (en) de D. Ross Lederman : Christine Lunceford
- 1941 : Jimmy s'en va-t-en guerre (You're in the Army Now) de Lewis Seiler : Membre du « Navy Blues Sextette »
- 1942 : Spy Smasher de William Witney (serial) : Eve Corby
- 1942 : Meet the Stewarts (en) d'Alfred E. Green : Ann (non créditée)
- 1942 : Submarine Raider de Lew Landers et Budd Boetticher : Sue Curry
- 1942 : Parachute Nurse (en) de Charles Barton : Glenda White
- 1942 : A Man's World (en) de Charles Barton : Mona Jackson
- 1942 : Daring Young Man (en) de Frank R. Strayer : Ann Minter
- 1942 : The Spirit of Stanford (en) de Charles Barton : Fay Edwards
- 1943 : One Dangerous Night (en) de Michael Gordon : Eve Andrews
- 1943 : Murder in Times Square de Lew Landers : Melinda Matthews
- 1943 : Appointment in Berlin (en) d'Alfred E. Green : Ilse Von Preising
- 1943 : Destroyer de William A. Seiter : Mary Boleslavski
- 1943 : My Kingdom for a Cook (en) de Richard Wallace : Pamela Morley
- 1944 : Strange Affair (en) d'Alfred E. Green : Marie Dumont Baumler
- 1945 : Contre-attaque (en) (Counter-Attack) de Zoltan Korda : Lisa Elenko
- 1945 : Oublions le passé (Pardon My Past) de Leslie Fenton : Joan
- 1946 : Le Chemin de l'amour (One Way to Love (en)) de Ray Enright : Marcia Winthrop
- 1946 : Les murs s'effondrent (The Walls Came Tumbling Down (film) (en)) de Lothar Mendes : Patricia Foster, alias Laura Browning
- 1947 : Mr. District Attorney de Robert B. Sinclair : Marcia Manning
- 1948 : Du sang dans la sierra (Relentless) de George Sherman : Luella Purdy
- 1948 : Ton heure a sonné (Coroner Creek) de Ray Enright : Kate Hardison
- 1948 : Le Chevalier belle-épée (The Gallant Blade) d'Henry Levin : Nanon de Lartigues
- 1949 : Les Belles Promesses (The Green Promise) de William D. Russell : Deborah Matthews
- 1950 : Kansas en feu (Kansas Raiders) de Ray Enright : Kate Clarke
- 1951 : Destination Mars (Flight to Mars) de Lesley Selander : Alita
- 1952 : The Last Page de Terence Fisher (film britannique) : Stella Tracy
- 1952 : Sea Tiger (film) (en) de Frank McDonald : Jenine Duval
- 1952 : Gosses des bas-fonds (Bloodhounds of Broadway) d'Harmon Jones : Yvonne Dugan
- 1955 : Sept Ans de réflexion (The Seven Year Itch) de Billy Wilder : Mlle Morris
- 1960 : L'Incroyable Homme invisible (The Amazing Transparent Man) d'Edgar G. Ulmer : Laura Matson

### À la télévision

#### Séries télévisées
- 1959 : Rawhide (Saison 1, épisode 3 L'Exécuteur (Incident with an Executioner') de Charles Marquis Warren : Madge)
- 1960 : Perry Mason, première série (Saison 4, épisode 6 The Case of the Wanderig Widow de William F. Claxton : Faye Donner)
- 1961 : Laramie (Saison 2, épisode 21 The Mark of the Manhunters de Joseph Kane : Valérie Farrell)
- 1971 : Docteur Marcus Welby (Marcus Welby, M.D.) (Saison 2, épisode 20 Don't Kid a Kidder d'Herschel Daugherty : La mère d'Angie)
- 1975 : Hawaï police d'État (Hawaii Five-0) (Saison 7, épisode 18 Scènes de la vie (Ring of Life) : Une cliente)
- 1976 : Police Story (Saison 3, épisode 15 Odyssey of Death (Part II) de Don Medford : Becky)